# Виларели (Савона)
Виларели је насеље у Италији у округу Савона, региону Лигурија.
Према процени из 2011. у насељу је живело 23 становника. Насеље се налази на надморској висини од 253 м.